# Сирена (фонтан)

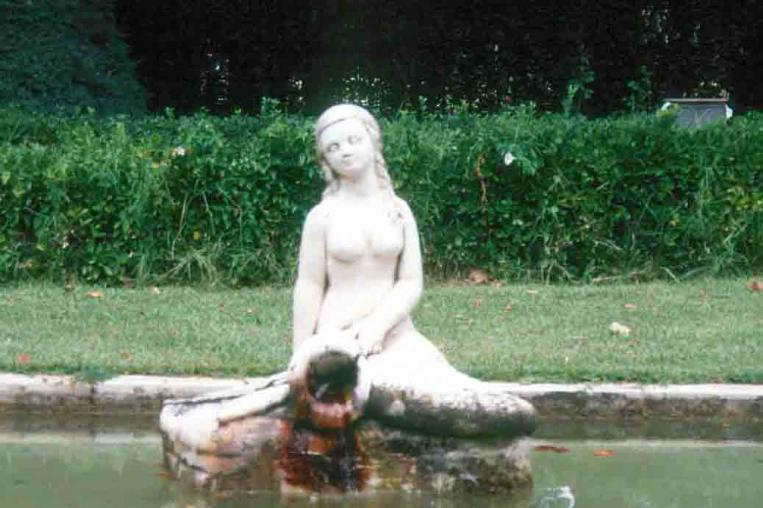
Фонтан Сирена

Фонтан „Сирена“ находится в парке «Елисейские поля» (исп. «Campos Elíseos») каталонского города Лерида (Испания). Фонтан выполнен в виде сирены, держащей в руках раковину, из которой вытекает вода. Первоначально фонтанной скульптурой была нимфа, но её заменили на сирену из-за ветхости статуи в 1982 году. 
Самый известный памятник в парке и второй по посещаемости в городе после кафедрального собора Сеу-Велья.